# Stinker (Album)
Stinker ist das sechste Studioalbum des deutschen Sängers Marius Müller-Westernhagen. Es erschien am 2. April 1981 bei WEA Records.

## Entstehung
Stinker wurde vom 1. bis 10. Februar 1981 und vom 19. bis 22. Februar 1981 mit Lothar Meid in den Musicland Studios, München, produziert und aufgenommen sowie auch dort abgemischt. Das Coverfoto wurde von Reinhart Henning, die Innenfotos von Bernd Schuler aufgenommen. Die Coveridee stammt von Westernhagen selbst gemeinsam mit Klaus Voormann. Auf dem Cover ist Westernhagen hinter einer Tafel mit Graffiti zu sehen. Darauf ist neben einem Friedenssymbol auch das bekannte Graffito Kilroy was here zu erkennen. 1987 erschien das Album als Wiederveröffentlichung auch auf CD.

## Titelliste
1. Ladykiller – 4:06
2. Dass Du mich verlässt – 2:28
3. Von drüben – 4:48
4. Herr D. – 2:55
5. Sei stark – 4:50
6. Sex – 2:54
7. Ich liebe Dich – 2:57
8. Rosi – 5:46
9. Lulu – 3:40
10. Ein Loch in der Tasche – 3:51

## Rezeption

### Charts und Chartplatzierungen
Stinker stieg am 27. April 1981 auf Rang 49 der deutschen Albumcharts ein. Seine beste Platzierung erreichte es zwei Wochen später mit Rang fünf in der Chartwoche vom 11. Mai 1981. Obwohl es das Album nicht an die Chartspitze schaffte, war es für einen Zeitraum von acht Wochen, zwischen dem 22. Juni und 16. August 1981, das erfolgreichste deutschsprachige Chartalbum. Das Album konnte sich bis zur Chartwoche vom 12. April 1982 51 Mal in den Charts platzieren, 16 Wochen davon in den Top 10. 1981 platzierte sich Stinker auf Rang zwölf der deutschen Album-Jahrescharts.
Für Westernhagen avancierte Stinker zum ersten Top-10-Album sowie nach Sekt oder Selters und Mit Pfefferminz bin ich dein Prinz zum dritten Chartalbum in Deutschland. Er erreichte hiermit seine bis dato beste Chartnotierung, die er zuvor mit Mit Pfefferminz bin ich dein Prinz mit Rang 19 erzielt hatte. Es war zudem sein bestplatziertes Album bis zum Nummer-eins-Album Halleluja von 1989.
| ChartsChartplatzierungen | Höchstplatzierung | Wochen |
| ------------------------ | ----------------- | ------ |
| Deutschland (GfK)        | 5 (51 Wo.)        | 51     |

| ChartsJahrescharts (1981) | Platzierung |
| ------------------------- | ----------- |
| Deutschland (GfK)         | 12          |

### Auszeichnungen für Musikverkäufe
1994 wurde für Stinker für über 500.000 verkaufte Einheiten eine Platin-Schallplatte in Deutschland verliehen. Bereits im Jahr der Veröffentlichung erreichte das Album Goldstatus.
| Land/Region        | Auszeichnungen für Musikverkäufe (Land/Region, Auszeichnung, Verkäufe) | Verkäufe |
| ------------------ | ---------------------------------------------------------------------- | -------- |
| Deutschland (BVMI) | Platin                                                                 | 500.000  |
| Insgesamt          | 1× Platin ·                                                            | 500.000  |